# Roots (Hamburg)
Das Roots in Hamburg (ursprünglich Wildspitze) ist ein von 2020 bis 2024 errichtetes Holzhochhaus im Elbbrückenquartier der Hamburger HafenCity. Das Gebäude, entwickelt und koordiniert von der Firma Garbe Immobilien-Projekte GmbH in Zusammenarbeit mit der Deutschen Wildtier Stiftung, war zum Zeitpunkt der  Fertigstellung mit einer Höhe von rund 65,0 Metern das höchste Holzgebäude Deutschlands. Das Bauvorhaben wurde gefördert durch die Deutsche Bundesstiftung Umwelt sowie die Hamburgische Investitions- und Förderbank (IFB).

## Lage
Das Projekt entstand auf dem ca. 3.200 m2 großen Baufeld 102 der Lucy-Borchardt-Straße 2–8a im Elbbrückenquartier der Hamburger HafenCity. Das zu großen Teilen auf einer Neulandgewinnung des Baakenhafens liegende Grundstück wird auf der Nordseite durch den Liselotte-von-Rantzau-Platz und die Lucy-Borchardt-Straße, auf der Ostseite durch das Baufeld 105 und auf der Süd- und Westseite durch die öffentlich zugängliche Kaipromenade begrenzt. Zwei Freitreppenanlagen sowie eine behindertengerechte Rampe bilden die Verbindung zwischen dem hochwassersicheren Liselotte-von-Rantzau-Platz auf nordwestlicher beziehungsweise der Lucy-Borchardt-Straße auf östlicher Seite und der Kaipromenade.

## Architektur
Die gesamte architektonische Gestaltung des Gebäudes erfolgte durch das Architekturbüro Störmer Murphy and Partners GbR. Die Tragwerksplanung wurde von der Assmann Beraten + Planen GmbH, die Planung und Koordination der Technischen Gebäudeausrüstung (TGA) von der M&P Gruppe sowie jegliche Brandschutzplanung von der Hahn Consult GmbH durchgeführt.
Das Bauwerk besteht aus einem 19-geschossigem Hochhaus und einem östlich daran angrenzenden siebengeschossigen Riegel. Es ist als Holzkonstruktion mit aussteifendem Stahlbeton-Treppenhauskern auf einem gemeinsamen mehretagigen Sockelbauwerk aus Stahlbeton ausgeführt.
Eine wesentliche Abweichung zu sonstigen Holz-Beton-Hybridbauweisen besteht darin, dass neben den tragenden Innen- und Außenwänden aus einer aufgelösten Holzkonstruktion die Decken aus Brettsperrholz hergestellt wurden. Für den Bau wurden somit insgesamt rund 5.500 m3 Konstruktionsholz zuzüglich der Holzmengen für alle nichttragenden Bauteile verarbeitet.
Durch die Höhe von 65,0 m war das Gebäude zum Zeitpunkt der Fertigstellung das höchste Holzhochhaus Deutschlands.
Die Fassade des Holzhochhauses wurde vom 3. bis 18. Obergeschoss  mit einer horizontalen Holzschalung mit vorgelagerten Loggien und Galeriegängen mit raumhoher Verglasung ausgeführt, während die Fassade des Riegelbaukörpers und die Fassade des 1. und 2. Obergeschosses des Hochhauses eine vertikale Holzschalung aufweisen.

## Nutzung
Im 3. bis 18. Obergeschoss entstanden auf 11.600 m2 Fläche 128 frei finanzierte Eigentumswohnungen, während im gesamten Riegelbaukörper 53 öffentlich geförderte Mietwohnungen errichtet wurden. Das 1. und 2. Obergeschoss des Hochhauses wurden auf einer Fläche von rund 1.700 m2 für eine Büronutzung ausgebaut. Die Bürofläche wird durch die Deutsche Wildtier Stiftung genutzt.
Die Nutzung des Erd- und Warftgeschosses setzt sich aus einer Ausstellungsfläche der Deutschen Wildtier Stiftung mit einer Lernwerkstatt für Schul- und Kindergartenklassen und einem Kinosaal auf einer Bruttogeschossfläche von ca. 2.000 m2 sowie 430 m2 Gastronomiefläche zusammen. Die interaktive Multimedia-Ausstellung trägt den Namen „Botschaft der Wildtiere“.
Für alle Nutzungsbereiche entstanden im Untergeschoss eine gemeinsame, über zwei PKW-Aufzüge erschlossene, Tiefgarage mit teilweise halbautomatischen Parksystemen. Des Weiteren verfügt die Tiefgarage gemäß Mobilitätskonzept des Elbbrückenquartiers über Carsharing-Plätze.